# E-Cycling-Weltmeisterschaften
Die E-Cyling-Weltmeisterschaften sind die Welttitelkämpfe im E-Cycling. Sie werden seit 2020 vom Radsport-Weltverband UCI in Zusammenarbeit mit wechselnden Anbietern ausgerichtet.

## Entwicklung
Im September 2018 hatte die UCI auf ihrem Kongress erstmals die Ausrichtung von Online-Events, dem so genannten E-Cycling, in ihre Satzung aufgenommen. Ein Jahr darauf schloss sie mit dem Betreiber Zwift ein Abkommen über die Organisation einer ersten Weltmeisterschaft für 2020. Diese Austragung fand im Dezember 2020 statt; zuvor hatte die Corona-Pandemie den internationalen Radsport monatelang lahmgelegt; Athleten mussten sich angesichts von Ausgangsbeschränkungen auf Heimtrainern fit halten, und mehrere prominente Radrennen hatten virtuelle Auflagen erlebt, was der E-Cycling-Weltmeisterschaft eine unvorhergesehene Aktualität bescherte.
Infolge der Pandemie wurden die Teilnehmer nicht wie ursprünglich geplant an einem zentralen Ort versammelt, sondern beteiligten sich per Internet von zu Hause aus. Neben Spezialisten im E-Cycling starteten auch Weltklassefahrer mehrerer Radsport-Disziplinen. Erste Weltmeisterin wurde die Südafrikanerin Ashleigh Moolman-Pasio, bei den Männern siegte der Deutsche Jason Osborne. Die zweite Ausrichtung fand im Februar 2022 statt, die dritte im Februar 2023, noch immer auf Zwift und vollständig online organisiert.
Im August 2023 übertrug die UCI die Austragungen 2024 bis 2026 nicht mehr an Zwift, sondern an den Anbieter MyWoosh aus den Vereinigten Arabischen Emiraten. Dabei waren die Teilnehmer 2024 erstmals physisch am selben Ort anwesend, und zwar in Abu Dhabi.
Für die Sieger der Weltmeisterschaften wurde eine spezielle Version des Regenbogentrikots geschaffen, das optisch einer Bildstörung nachempfunden ist. Es wird dem Avatar des Titelträgers verliehen und kann persönlich von ihm oder ihr selbst bis zur nächsten Weltmeisterschaft während der Teilnahme an E-Cycling-Rennen getragen werden.

## Ergebnisse

### Frauen
| Jahr | Plattform / Ort     | Gold                   | Silber          | Bronze         |
| ---- | ------------------- | ---------------------- | --------------- | -------------- |
| 2020 | Zwift / virtuell    | Ashleigh Moolman-Pasio | Sarah Gigante   | Cecilia Hansen |
| 2022 | Zwift / virtuell    | Loes Adegeest          | Cecilia Hansen  | Zoe Langham    |
| 2023 | Zwift / virtuell    | Loes Adegeest          | Zoe Langham     | Jacquie Godbe  |
| 2024 | MyWoosh / Abu Dhabi | Kate McCarthy          | Gabriela Guerra | Kathrin Fuhrer |

### Männer
| Jahr | Plattform / Ort     | Gold             | Silber          | Bronze                |
| ---- | ------------------- | ---------------- | --------------- | --------------------- |
| 2020 | Zwift / virtuell    | Jason Osborne    | Anders Foldager | Nicklas Amdi Pedersen |
| 2022 | Zwift / virtuell    | Jay Vine         | Freddy Ovett    | Jason Osborne         |
| 2023 | Zwift / virtuell    | Bjørn Andreassen | Jason Osborne   | Marc Mäding           |
| 2024 | MyWoosh / Abu Dhabi | Jason Osborne    | Lionel Vujasin  | Kasper Borremans      |